# Eric Bodden

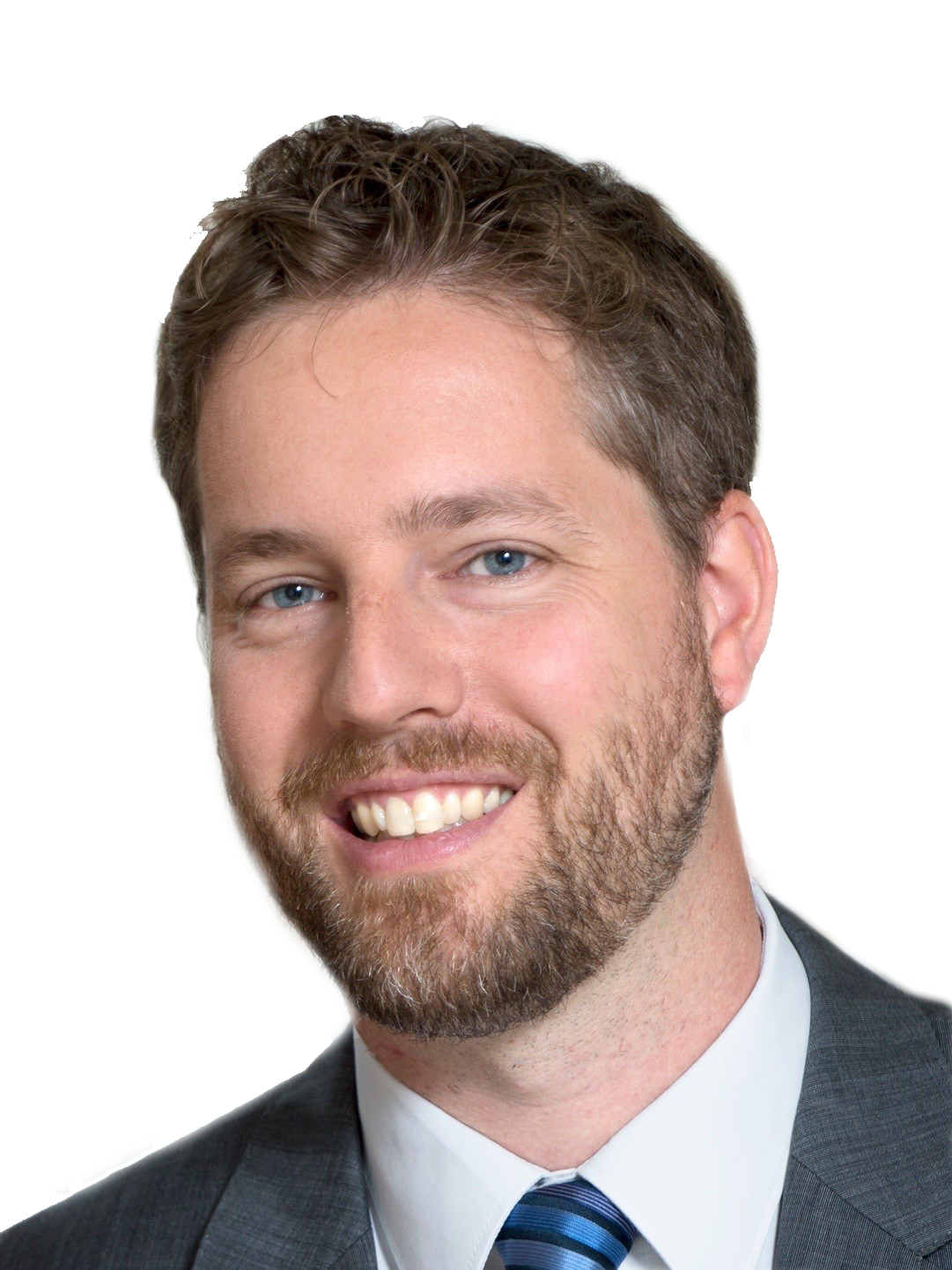
Eric Bodden (2016)

Eric Bodden (* 1980 in Aachen) ist ein deutscher Informatikwissenschaftler und Hochschullehrer. Er ist Inhaber des Lehrstuhls für Secure Software Engineering am Heinz Nixdorf Institut der Universität Paderborn und ist Direktor für Softwaretechnik und IT-Sicherheit des Fraunhofer-Instituts für Entwurfstechnik Mechatronik (IEM). Weiterhin ist er Leiter des Arbeitsbereichs Engineering im Sonderforschungsbereich 1119 CROSSING an der Technischen Universität Darmstadt.

## Leben
Eric Bodden studierte Informatik an der RWTH Aachen, in Einbezug eines Auslandsjahres an der University of Kent at Canterbury. 2005 schloss er sein Diplom an der RWTH mit Auszeichnung ab. Mit dem Thema seiner Diplomarbeit gewann er die Grand Finals der ACM Student Research Competition.
Von 2006 bis 2009 promovierte Bodden an der McGill University in der Forschungsgruppe von Laurie Hendren zum Thema Verifying finite-state properties of large-scale programs.
Von 2009 bis 2015 war Eric Bodden an der Technischen Universität Darmstadt tätig, zunächst als PostDoc in der Forschungsgruppe von Prof. Mira Mezini, dann als Leiter einer Emmy Noether-Gruppe der DFG. Bodden war seinerzeit Principal Investigator im LOEWE-Zentrum Center for Advanced Security Research Darmstadt (CASED) und Forschungsgruppenleiter im European Center for Security and Privacy by Design (EC SPRIDE), dem damals größten von drei vom BMBF geförderten Kompetenzzentren zum Thema IT-Sicherheit.
Seit dem Sommer 2013 bekleidete Bodden dann eine Kooperationsprofessur zwischen dem Fraunhofer-Institut für Sichere Informationstechnologie (SIT) und der Technischen Universität Darmstadt. Zeitgleich erhielt er eine Fraunhofer-Förderung im Rahmen des Attract-Programms der Fraunhofer-Gesellschaft. Das Förderprogramm Fraunhofer Attract bietet hervorragenden externen Wissenschaftlern die Möglichkeit, ihre Ideen innerhalb eines Fraunhofer-Instituts marktnah in Richtung Anwendung voranzutreiben.
Seit 2016 ist Bodden Leiter der Fachgruppe Secure Software Engineering am Heinz Nixdorf Institut der Universität Paderborn und seitdem auch Direktor des
Fraunhofer-Instituts für Entwurfstechnik Mechatronik (IEM).

## Forschungsschwerpunkte
In seiner Forschung beschäftigt sich Bodden mit der Thematik des Secure Software Engineering, insbesondere mit der Fragestellung, wie man Softwareprodukte bereits vor deren Auslieferung effektiv gegen Angriffe von außen sichern kann. Hierbei kommen vor allem hochpräzise und hocheffiziente Techniken der automatisierten statischen und dynamischen Codeanalyse zum Einsatz.

## Ehrungen und Auszeichnungen
- 2024: ERC Advanced Grant für Self-Optimizing Static Program Analysis
- 2023: Mitglied der Deutschen Akademie der Technikwissenschaften (acatech)
- 2022: Best Paper Award für To what extent can we analyze Kotlin programs using existing Java taint analysis tools?, SCAM 2022, Engineering Track[2]
- 2022: Scout im Henriette Herz Scouting Programm der Alexander von Humboldt Stiftung
- 2021: Amazon Research Award
- 2020: ASE 2020 Distinguished PC Member Award
- 2019: ACM Distinguished Member
- 2019: Distinguished Reviewer Award at Wiley Software Practice and Experience
- 2019: CM SIGPLAN Distinguished Paper Award für Context-, Flow-, and-sensitive Data-flow Analysis Using Synchronized Pushdown Systems, 2019 ACM SIGPLAN Symposium on Principles of Programming Languages (POPL’19)
- 2018: Oracle Collaborative Research Award
- 2018: ACM SIGSOFT Distinguished Paper Award für Do Android Taint Analysis Tools Keep their Promises?, Joint meeting der European Software Engineering Conference und des ACM SIGSOFT Symposium on the Foundations of Software Engineering (ESEC/FSE ’18)
- 2017: Oracle Collaborative Research Award
- 2017: Oracle Collaborative Research Award
- 2017: ACM SIGSOFT Distinguished Paper Award für Just-in-Time Analysis, 2012 International Symposium on Software Testing and Analysis (ISSTA’17)
- 2016: PLDI Student Research Competition Ph. D. Student Lisa Nguyen
- 2016: Deutscher IT-Sicherheitspreis, 1st place (100,000 EUR) for research Harvesting Runtime Values from Obfuscated Android Applications
- 2016: Distinguished Reviewer Award, International Conference on Automated Software Engineering (ASE'16)
- 2016: Best Paper Award, Spanish Cybersecurity Days (Jornadas Nacionales de Investigacion en Ciberseguridad) für CSE'15 paper Mining Apps for Abnormal Usage of Sensitive Data
- 2016: Distinguished Reviewer Award, International Conference on Software Engineering (ICSE'16)

## Mitgliedschaften
Bodden ist Mitglied des BITKOM Management Clubs, „Ausgezeichnetes Mitglied“ der ACM und der Gesellschaft für Informatik.